# Festival Mauves en Noir

Le Festival Mauves en Noir était un festival littéraire international dédié au polar et au roman noir qui se déroulait chaque année à Mauves-sur-Loire, de 2002 à 2025. 

## Présentation
En 2002, l'association La Mare au Livres organise la première édition du festival Mauves en Noir. L'association éponyme est créée en 2006 et organise chaque année le festival Mauves en Noir consacré au roman policier à Mauves-sur-Loire en Loire-Atlantique. Durant deux jours, une trentaine d’auteurs français et étrangers du roman noir sont invités à venir rencontrer les lecteurs lors du festival.
Le festival de Mauves en Noir propose une programmation autour du roman policier et chaque édition met à l’honneur une langue, un pays ou une région du monde. Des rencontres entre les auteurs et les lecteurs, des tables rondes et des animations autour de la lecture et de l’écriture sont proposées aux festivaliers.
En mars 2025 a lieu à Saint-Florent-le-Vieil la dernière édition du Festival Mauves en Noir. Les rencontres se sont tenues à la Maison Julien-Gracq, à Mauges-sur-Loire.

## Objectifs du festival
Le festival Mauves en Noir a pour objectifs de sensibiliser les festivaliers à la lecture et à l’écriture par le biais du polar. Mauves en Noir a la volonté de proposer une programmation accessible à tous à travers les rencontres avec les auteurs. Les visiteurs peuvent découvrir les métiers de l'écriture, de l'Édition et du livre. 
Mauves en Noir vise à valoriser les auteurs de romans policiers et les différentes formes d’écriture en réunissant des auteurs locaux et d’ailleurs, connus et moins connus. En partenariat avec la Maison Julien Gracq, Mauves en Noir propose chaque année une résidence à un auteur de roman policier. Depuis 2014, Mauves en Noir a accueilli les auteurs, Pascal Dessaint en 2014, Dominique Forma en 2015, Jérôme Leroy en 2016, Anne Bourrel en 2017, Patrick K. Dewdney en 2018, Sylvie Deshors en 2019, Laurence Biberfeld en 2020 et Alexandra Schwartzbrod en 2021.    
Dans l'esprit de rendre la lecture et la culture plus accessible, des projets culturels sont réalisés dans des établissements scolaires. Les lectures publiques Polar & petits fours sont organisées toute l'année par l'association Mauves en Noir.  

## Activités proposées
- Rencontres et dédicaces avec les auteurs invités
- Tables rondes autour de la langue, du pays ou de la région du monde mis à l’honneur
- Remise du Prix de la ville
- Annonce du lauréat du Prix Ados
- Consultations par les « Docteurs Polar » : deux spécialistes de littératures noires déguisés en médecins qui aiguillent les visiteurs, en fonction de leurs affinités, goûts vers des ouvrages et des auteurs présents au festival[8].
- Petit salon de lecture : lectures d’extraits de polars accompagnées de musiques.

## Prix littéraires décernés

### Prix Polar
- 2009 : La chambre d’ambre de Jérôme Busy
- 2010 : Robe de marié de Pierre Lemaitre
- 2011 : Le vent t'emportera de Jean-Marc Souvira
- 2012 : L’Enfant aux cailloux de Sophie Loubière
- 2013 : Un petit jouet mécanique de Marie Neuser[9]
- 2014 : Hôpital en folie de Raymond Castells
- 2015 : Dernier désir d'Olivier Bordaçarre[10].
- 2016 : Battues d'Antonin Varenne[11].
- 2017 : Ce qu’il nous faut c’est un mort d'Hervé Commère[12].
- 2018 : Dompteur d’anges de Claire Favan[13].
- 2019 : Le douzième chapitre de Jérôme Loubry[14].
- 2021 : Les Poupées de Nijar de Gilles Vincent[15]

### Prix Ados
Depuis 2017, en partenariat avec la bibliothèque départementale de Loire-Atlantique, Mauves en Noir propose un prix de lecteurs adolescents. Quatre ouvrages sont proposés à tous les collégiens du département qui en choisissent le lauréat.
- 2017 : Little sister de Benoît Séverac
- 2018 : Et mes yeux se sont fermés de Patrick Bard
- 2019 : Latitude de Bertrand Puard
- 2021 : Cannibale de Danielle Thiéry

## Pays, langues et régions du monde mis à l’honneur
Chaque année, un pays, une langue ou une région du monde est mis à l’honneur, des auteurs issus de ces pays sont invités et des conférences thématiques sont organisées lors du festival.
- 2012 : Langue espagnole (Carlos Salem, José Carlos Somoza)
- 2013 : Langue anglaise (Iain Levison, Cathi Unsworth, Timothy Williams)
- 2014 : Langue arabe (Ahmed Khaled Towfik)
- 2015 : Italie (Alessio Viola, Maurizio De Giovanni, Francesco de Filippo)
- 2016 : Allemagne (Oliver Bottini, Bernhard Jaumann, Marc Raabe)
- 2017 : Japon (Dominique Sylvain)
- 2018 : Scandinavie (Inger Wolf, Arni Thorarinsson, Tove Alsterdal)
- 2019 : Roumanie (Bogdan Teodorescu, George Arion)
- 2021 : Afrique de l’Ouest (Leye Adenle)
- 2025 : Jean-Bernard Pouy, invité d'honneur

## Recueils et concours de nouvelles
- 2008 : À bout de course